# Craig Breedlove
Craig Breedlove, né le 23 mars 1937 et mort le 4 avril 2023, est un pilote automobile américain, détenteur de plusieurs records de vitesse terrestre.

## Biographie

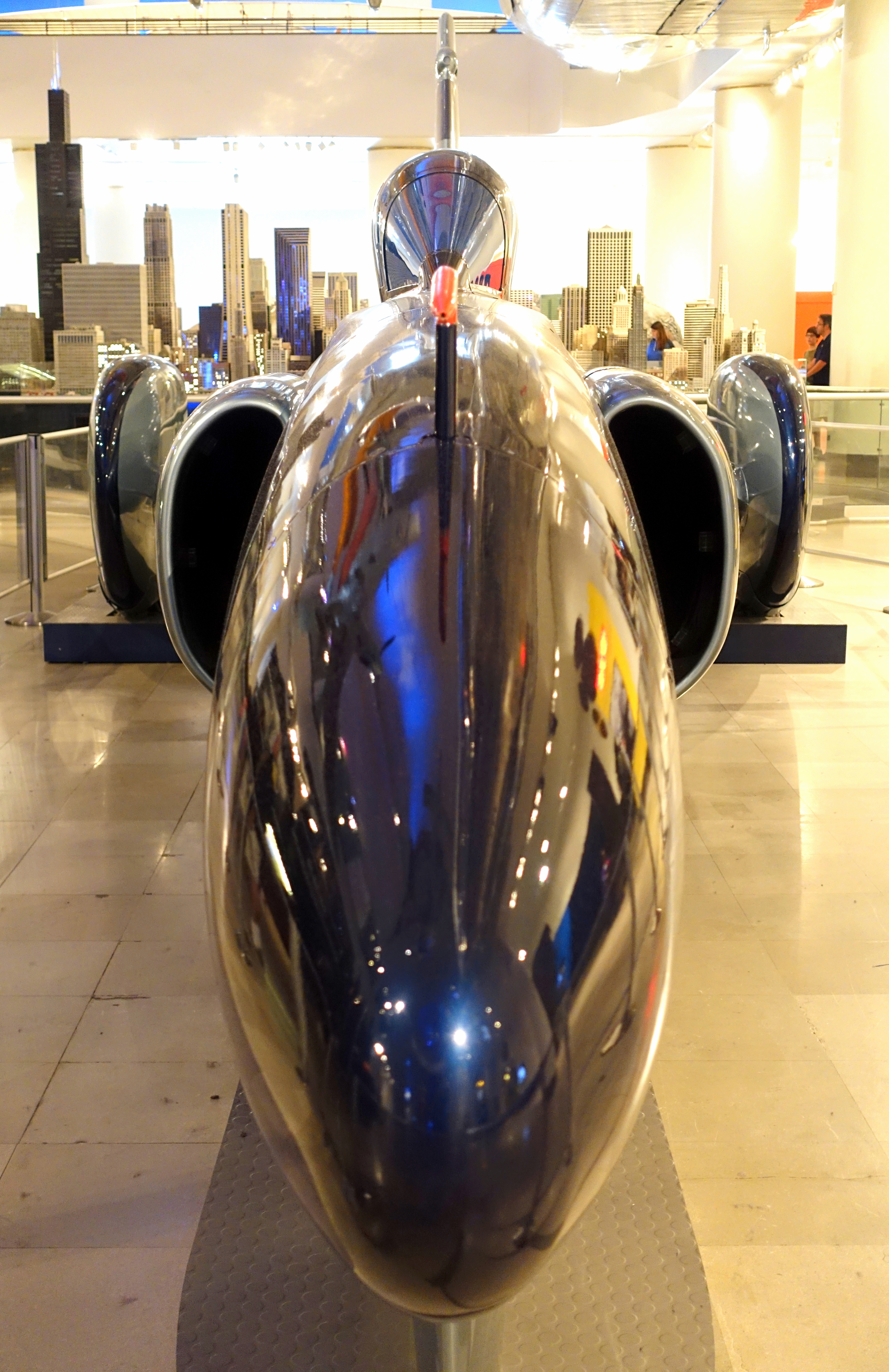
Le Spirit of America 1963 de Craig Breedlove, exposé au Museum of Science and Industry de Chicago.

Craig Breedlove conduit sa première voiture à l'âge de treize ans ; à seize ans, il mène déjà une Ford Hot Rod Coupe de 1935 à 248 km/h.
Son premier Spirit of America, à turboréacteur, fut assemblé à partir d'un J47 (moteur  de General Electric équipant les Boeing B-47 Stratojet juste après la Seconde Guerre mondiale) acheté pour une somme modique comme surplus militaire, et permit de ramener le record terrestre aux États-Unis, après plus de trente années avec celui de Ray Keech à Daytona Beach. La FIA n'enregistrant des records que sur quatre roues, la tentative réussie fut néanmoins validée par la FIM, comme véhicule à trois roues. Dès le 5 août 1963 les 625,18 km/h étaient atteints avec 90 % de poussée sur le mile mesuré, et le retour permettait de rouler à 655,73 km de moyenne sur deux distances avec un taux de 95 %, le véhicule étant si léger que les pneumatiques n'eurent pas besoin d'être changés pour la suite du programme.
En 1964, Craig Breedlove eut à affronter sur place en octobre la concurrence du Wingfoot Express piloté par Tom Green pour Walt Arfons, ainsi que celle du propre frère de ce dernier, Art, sur le Green Monster aux 4 roues homologuées FIA. Avec plus de puissance, Breedlove s'imposa assez facilement à deux reprises à la mi-octobre (devenant alors le premier homme à dépasser les 500 mph, soit 800 km/h), malgré un parachute défaillant lors de l'un des essais en manquant de s'écraser contre un poteau télégraphique et en s'arrêtant 8 kilomètres trop loin dans un lac. Douze jours après Green Monster atteignit les 863,75 km/h sur la moyenne de deux manches, après avoir déjà eu Arfon pour recordman durant six jours, à compter du 7 octobre.

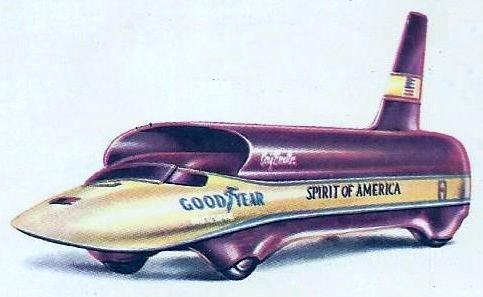
Craig Breedlove sur Spirit America Sonic 1, record du monde de vitesse en 1965 (966,961 km/h).

En réponse, Craig Breedlove construisit un quatre roues, le Sonic 1, "légal" cette fois aux yeux de la FIA et propulsé par un moteur J79 GE-3 de General Electric, développant 15 000 ibf au niveau de la mer. Là encore les deux hommes repoussèrent tour à tour les vitesses horaires du record durant la première quinzaine de novembre à Bonneville Salt Flats, et Breedlove eut cette fois le dernier mot, pour son cinquième et dernier exploit qui devait résister durant près de cinq ans, avant d'être battu par le Blue Flame de Gary Gabelich à plus de 1 000 km/h. En 1965 toujours, Lee Breedlove la propre épouse de Creg, réussit 496,492 km/h au bout de 4 essais, Sonic 1 étant alors équipé d'un siège éjectable, Lee devenant ainsi la femme la plus rapide du monde.

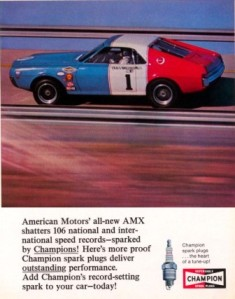
Craig Breedlove en 1968 sur une AMX d'AMC lors d'une tentative de record, ici sur une publicité.

American Motors Corporation embaucha Craig Breedlove pour 1968 afin de développer ses véhicules AMX (en) et Javelin en vue de records de vitesse et d'endurance. Un mois avant la sortie officielle de l'AMX, accompagné de son épouse et de Ron Dykes il établit en janvier des performances avec tous les moteurs de la gamme homologués et certifiés par quatorze automobile-clubs américains (USAC) pour la FIA, soit 106 records nationaux et internationaux de 0.5 à 8 L. de cylindrées. Deux AMX furent aussi spécialement conditionnées pour des records d'endurance obtenus sur une piste de 5 miles au Texas, avec des moteurs de 4.8 et 6,4 litres de cylindrées, à boîtes automatique ou manuelle. Les deux voitures ont été exposées au salon de l'Auto à Chicago en février 1968, puis Breedlove prit l'une d'elles à Bonneville pour établir encore un record officiel USAC de 304 km/h (et un officieux de 320 km/h). En novembre la Speed Spectacular Javelin à moteur 5,6 L. V8 qu'il conduisait en classe C / Voitures de Production à Bonneville atteignit 260,28 km/h, une performance inégalée pendant plusieurs années.
En 1968 toujours, Lynn Garrison alors Président de Craig Breedlove & Associates tenta d'élaborer d'autres projets de record terrestre avec les sociétés Learjet et TRW (dont un avec un moteur-fusée du type de ceux utilisés avec le LEM sur la lune dès 1969), mais aucun n'aboutit.
Craig Breedlove devint finalement agent immobilier, travaillant cependant encore au concept du Spirit of America Formula Shell LSRV à partir de 1992. Il s'agissait d'un véhicule de 13,67 mètres de long sur 2,54 de large et 1,78 de haut, d'un peu plus de quatre tonnes à armature de tubes en acier et revêtement d'aluminium, possédant un moteur J79 similaire à celui du Sonic 1, mais modifié pour brûler un carburant sans plomb en générant de la sorte une poussée maximale de 100 kN. La première manche du véhicule le 28 octobre 1996 dans le Black Rock Desert du Nevada se termina par un accident à environ 1 086 km/h. De retour en 1997 pour une compétition à distance avec le Thrust SSC, le moteur du véhicule fut gravement endommagé lors d'un essai préliminaire, et quand le ThrustSSC britannique escompta obtenir plus de 1 100 km/h avec un second moteur, l'engin ne put finalement dépasser 1 088 km/h, bien que Craig Breedlove ait prévu que les 1 300 km/h pouvaient en théorie être atteints. Fin 2006 ce dernier vendit la voiture à Steve Fossett, qui prévoyait avec une tentative de record en 2007. Fossett décéda dans un accident d'avion cette année-là, et la voiture fut remise à la vente. Rebaptisée Sonic Arrow (la flèche du -mur du- son), elle revint au Black Rock Desert pour une séance de photos le 15 octobre 2007, et son développement se poursuivit.

## Records de vitesse terrestres homologués
(le premier étant reconnu par la FIM pour un véhicule à trois roues)
- 1963 (5 septembre) : 657,114 km/h, sur Spirit of America (Bonneville Salt Flats, Utah) ;
- 1964 (13 octobre) : 754,330 km/h, sur Spirit of America - Sonic 1 (Bonneville Salt Flats) ;
- 1964 (15 octobre) : 846,861 km/h, sur Spirit of America - Sonic 1 (Bonneville Salt Flats) ;
- 1965 (2 novembre) : 893,966 km/h, sur Spirit of America - Sonic 1 (Bonneville Salt Flats) ;
- 1965 (15 novembre) : 966,961 km/h, sur Spirit of America - Sonic 1 (Bonneville Salt Flats) ;
- Au cours de ces tentatives, Craig Breedlove devint le premier homme à franchir le cap des 400, des 500, et des 600 mph (644, 805 et 966 km/h);
- 1968 (6 février ; Catégorie FIA A1, Groupe 1, Classe 10) : 1 000 kilomètres à la vitesse moyenne de 251,943 km/h (un peu moins de 4 heures), avec R. Dykes sur American Motors AMX XII, au Goodyear San Angelo[5].

## Distinctions
- Motorsports Hall of Fame of America, en 1993;
- International Motorsports Hall of Fame, en 2000.

## Anecdote
- Les Beach Boys composèrent la chanson Spirit of America après le premier record de 1963.